# Cyclosa krusa
Cyclosa krusa là một loài nhện trong họ Araneidae.
Loài này thuộc chi Cyclosa. Cyclosa krusa được Alberto Barrion & James A. Litsinger miêu tả năm 1995.